# Guillaume Delisle

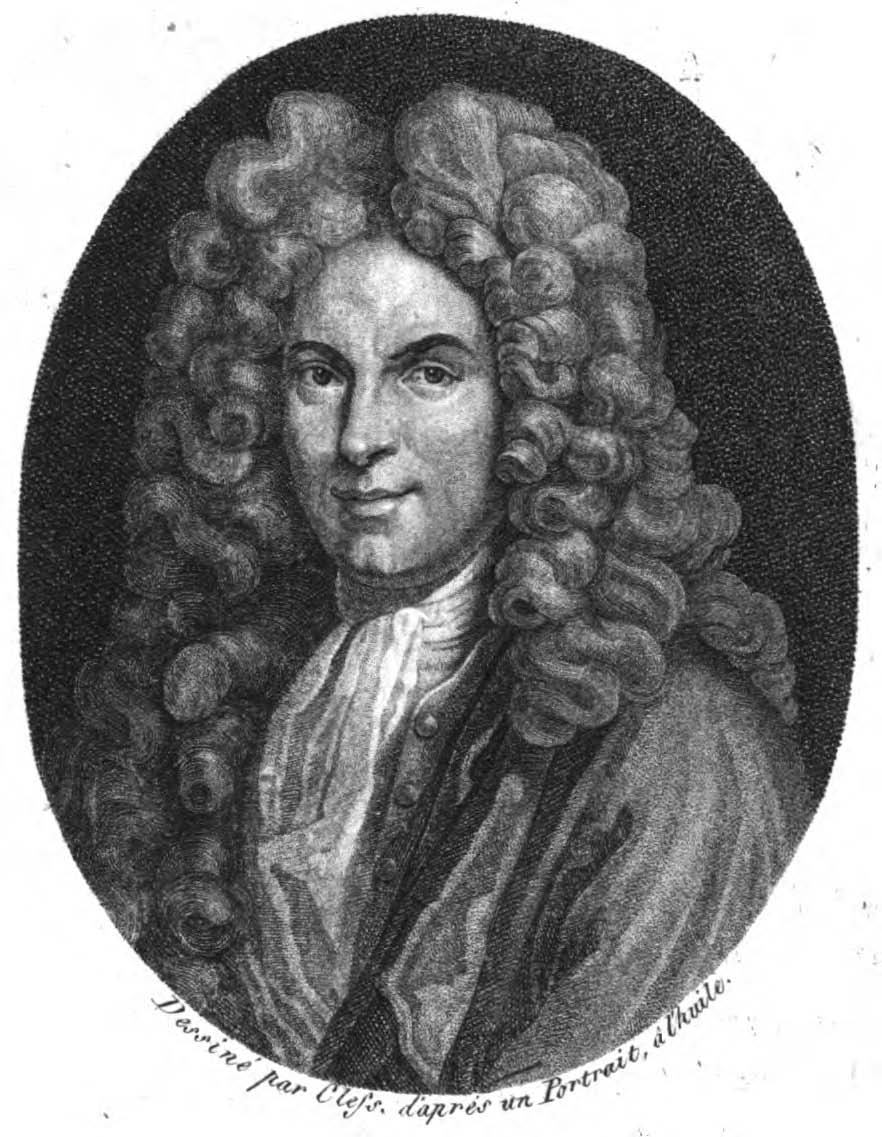
Guillaume de l’Isle

Guillaume Delisle (ur. 28 lutego 1675, zm. 25 stycznia 1726 w Paryżu) – francuski geograf i kartograf.
Był uczniem astronoma Jean-Dominique’a Cassiniego, który nauczył go dokładnego wyznaczania pozycji za pomocą obserwacji punktów na niebie.
Jego najważniejszym dziełem były bardzo dokładne mapy: La Carte du mond i La Carte des continents opublikowane w roku 1700, pierwsze na których błędy Ptolemeusza były całkowicie nieobecne.
Od 1702 roku był związany z Francuską Akademią Nauk, od 1718 roku był jej członkiem. Pełnił też funkcję Pierwszego Królewskiego Geografa. W 1718 roku opracował mapę Carte de la Louisiane et du cours du Mississippi, pierwszą dokładną mapę terytorium obecnych środkowych stanów USA.
Delisle postrzegany jest jako twórca nowoczesnej kartografii.
Jego ojcem był geograf Claude Delisle, a bratem astronom Joseph-Nicolas Delisle.

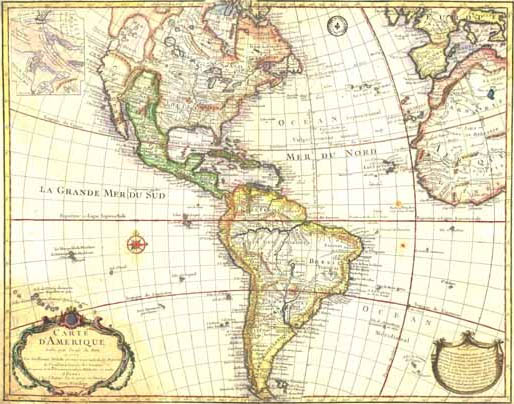
Guillaume Delisle Carte d’Amérique 1722